# Ŵ
Cette page contient des caractères spéciaux ou non latins. S’ils s’affichent mal (▯, ?, etc.), consultez la page d’aide Unicode.
Ŵ (minuscule : ŵ), ou W accent circonflexe, est une lettre additionnelle latine utilisée dans l’écriture du chichewa, du citumbuka, du gallois, du lamba et du nsenga. Il s’agit de la lettre W diacritée d'un accent circonflexe.

## Utilisation
En chichewa, le ŵ représente une consonne fricative bilabiale voisée [β], celle-ci n’est pas présente dans les variétés standards.

## Représentations informatiques
La lettre W accent circonflexe peut être représentée avec le caractère Unicode suivant :
- précomposé (latin étendu A) :

| forme     | représentation | chaîne de caractères | point de code | description                                  |
| --------- | -------------- | -------------------- | ------------- | -------------------------------------------- |
| capitale  | Ŵ              | Ŵ                    | U+0174        | lettre majuscule latine w accent circonflexe |
| minuscule | ŵ              | ŵ                    | U+0175        | lettre minuscule latine w accent circonflexe |

- décomposé (latin de base, diacritiques) :

| forme     | représentation | chaîne de caractères | point de code | description                                              |
| --------- | -------------- | -------------------- | ------------- | -------------------------------------------------------- |
| capitale  | Ŵ              | W◌̂                   | U+0057 U+0302 | lettre majuscule latine w diacritique accent circonflexe |
| minuscule | ŵ              | w◌̂                   | U+0077 U+0302 | lettre minuscule latine w diacritique accent circonflexe |

Il peut aussi être représenté dans un ancien codage ISO/CEI 8859-14 :
- capitale Ŵ : D0
- minuscule ŵ : F0